# 2000年夏季残疾人奥林匹克运动会秘鲁代表团
2000年夏季残疾人奥林匹克运动会秘鲁代表团是秘鲁派出的2000年夏季残疾人奥林匹克运动会代表团。获得1枚金牌和1枚银牌。